# 本氏翹嘴脂鯉
本氏翹嘴脂鯉（Pyrrhulina beni）為輻鰭魚綱脂鯉目脂鯉亞目鱂脂鯉科的其一種。

## 分布
本魚分布於南美洲巴西西南部、玻利維亞的亞馬遜河流域中。

## 特徵
本魚口上位，外型修長，背部顏色較深，至腹部逐漸褪成銀色。一條Z字形深紋從吻部延伸到尾柄，把身體分成兩塊色區。魚鰭通常為淺色，背鰭上有黑色斑紋。雌魚腹部鼓脹，尾鰭上葉比下葉更大。體長可達5公分。

## 生態
本魚棲息在溪流中，通常性情溫和，但雄魚會吵鬧，屬肉食性，以蠕蟲、甲殼動物與昆蟲等為食。

## 經濟利用
為觀賞性魚類。